# Хардий (окръг, Флорида)
Окръг Хардий (на английски: Hardee County) е окръг в щата Флорида, Съединени американски щати. Площта му е 1652 km², а населението - 26 938 души (2000). Административен център е град Уочула.